# In-game advertising
In-game advertising (IGA) is het gebruik van reclame in computerspellen. IGA kan in spellen worden geïmplementeerd door middel van sprites die merknamen of producten toont.
In 2005 werd er 56 miljoen dollar uitgegeven aan in-game advertising.